# ナコーンパトム県

ナコーンパトム県
จังหวัดนครปฐม

- この項目は英語版を元に作成されています。

ナコーンパトム県（ナコーンパトムけん、タイ語: จังหวัดนครปฐม ）は、タイ王国・中部の県（チャンワット）の一つ。スパンブリー県、アユタヤ県、ノンタブリー県、バンコク都、サムットサーコーン県、ラーチャブリー県、カーンチャナブリー県と接する。

## 地理
ナコーンパトムは中央平原部にあり、バンコクの西部に位置する。バンコクの市街地はこの県まで広がっておりバンコク首都圏に含まれる。この県に住んでバンコクまで通勤する人もいる。県内にはターチン川が流れる。

## 歴史
語としてのナコーンパトムは「最初の町」と言う意味である。6世紀のドヴァーラヴァティー時代から栄え、現在のタイ国内の町で一番古い町とされる。それ以前から開発されていたと言う意見もあり、学者の中には紀元前3世紀にはすでに仏僧が布教にナコーンパトムへ来ていたという者もある。
ナコーンパトムは元々海に面していたが、チャオプラヤー川が上流から土を運んできた結果、海岸線が南下してしまった。当時タイの主要交通手段は運河であったが、その後、ターチン川の水位が下降したため、運河としての利用が難しくなり、住民のほとんどはナコーンチャイシー郡に移動してしまった。その後ラーマ4世の時代、1870年（タイ仏暦2413年）プラ・パトムチェディーが完成したので住民を再びここへ戻した。

## 県章

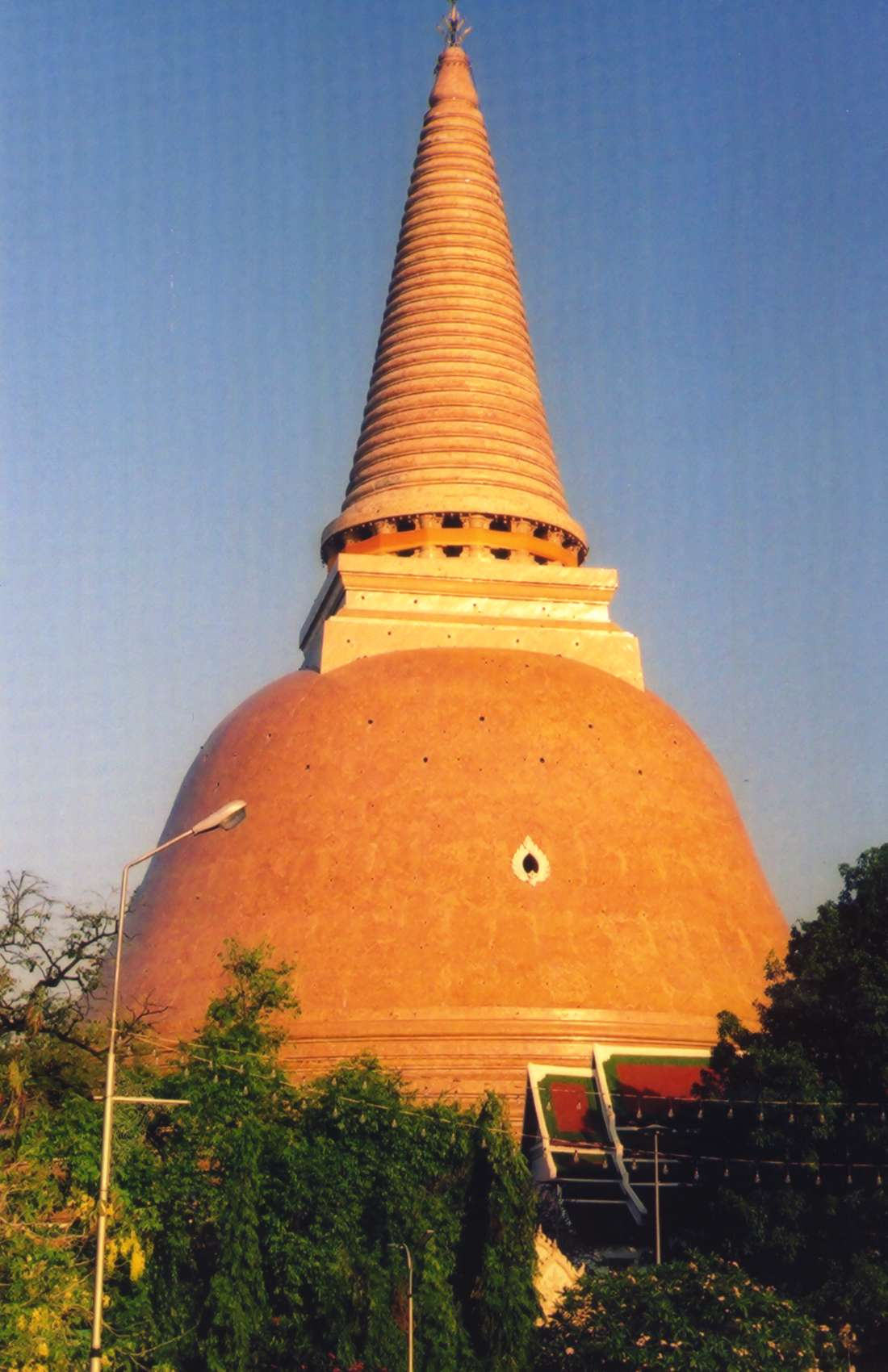
プラ・パトムチェーディー

県章はプラ・パトムチェーディーと呼ばれるパゴダが描かれている。中央の王冠は工事を完成させた、ラーマ4世の印章である。
県木はカバイロクロガキ（Diospyros decandra）である。

## 行政区
ナコーンパトム県は7の郡（アンプー）に分かれ、その下に106の町（タンボン）と、930の村（ムーバーン）がある。
1. ムアンナコーンパトム郡
2. カムペーンセーン郡（タイ語版）
3. ナコーンチャイシー郡
4. ドーントゥーム郡（タイ語版）
5. バーンレーン郡（タイ語版）
6. サームプラーン郡（タイ語版）
7. プッタモントン郡